# Naro-1
Naro-1, prethodno zvan Korea Space Launch Vehicle ili KSLV (također KSLV-1 ), bila je prva južnokorejska raketa nosač, i prva južnokorejska raketa-nosač koja je dostigla Zemljinu orbitu. Dana 30. siječnja 2013., treće izgrađena raketa Naro-1 uspješno je postavila STSAT-2C u nisku Zemljinu orbitu.
Prvi stupanj je bila modificirana ruska Angara URM. Drugi stupanj na kruto gorivo izgradio je KARI, nacionalna svemirska agencija Južne Koreje, i Korean Air .
Niti prvi let 25. kolovoza 2009. niti drugi let 10. lipnja 2010. nisu dosegli orbitu. Treći let 30. siječnja 2013. uspješno je dosegao orbitu. Lansiranja su izvršena iz svemirskog centra Naro. Službeni naziv prve KSLV rakete, KSLV-I, je Naro, što je naziv regije u kojoj se nalazi svemirski centar Naro. Nakon Narovog umirovljenja, južnokorejska vlada najavila je raketu Nuri kao svoju zamjenu i nasljednika.

## Opis
Prvotno je planirano da cijela raketa bude potpuno autohtona, ali zbog tehnoloških ograničenja ponajviše potaknutih političkim pritiskom SAD-a koje su obeshrabrivale neovisno istraživanje i razvoj raketne tehnologije Južne Koreje, KARI je odlučio da će KSLV biti izgrađen na osnova univerzalnog raketnog modula (URM) dizajniranog za rusku obitelj raketa Angara. Prvi stupanj vozila koristi ruski motor RD-151, koji je u biti motor RD-191 smanjen na 170 tona potiska od 190 tona. Drugi stupanj je raketni motor na čvrsto gorivo koji je razvio i napravio KARI. Raketa-nosač je teška 140 tona, visoka 33 metara i ima promjer od gotovo 3 metra.

## Političke implikacije
Treće lansiranje Naro-1 dogodilo se mjesec dana nakon sjevernokorejskog uspješnog lansiranja njihove rakete Unha-3 razvijene pomoću sjevernokorejske tehnologije u prosincu 2012. godine. Lansiranje je uslijedilo nakon vijesti da Sjeverna Koreja ima planove za treći nuklearni test. 

## Vanjske poveznice
|  | Zajednički poslužitelj ima još gradiva o temi Naro-1 |